# ロシアのファシズム

ロシアファシスト党の旗

ロシアのファシズムとは、1930年代のロシアのナショナリズムの発展時期、1940年代のイタリアファシズム、明白な反共主義と反ユダヤ主義へのシンパシーに特徴づけられる。
ロシアのファシズムは、「黒百人組」と「白色運動」として歴史付けられて知られている運動にその起源を持つ。
ロシアのファシズムは、ドイツや満州、アメリカに住む白系ロシア人の移民仲間の間で一般的であった。
(満州に対して)ドイツとアメリカでは、政治的活動は、それらがほとんど、新聞とパンフレットの限定出版であった。第二次世界大戦の始まりと共に、ドイツに於けるロシアのファシストはヒトラーをサポートして、ロシア人協力者の隊列に加わった。

## 1930年代から1940年代
- ロシアファシスト党 (中華民国ハルピン→満州国ハルピン)[2]
- 汎ロシア革命国民党 (アメリカ合衆国コネチカット州)[3]
- ファシスト小児連合（ロシア語版） (満州国ハルピン)[3]
- 青年ファシスト連合（ロシア語版） (満州国ハルピン)[4]
- 若者ファシスト男性連合 - 先鋭（ロシア語版） (満州国ハルピン)[3].
- 若者ファシスト女性連合 - 先鋭（ロシア語版） (満州国ハルピン)[3].
- ロシア女性ファシスト運動（ロシア語版） (中華民国ハルピン→満州国ハルピン)[3].

## 現代ロシアのファシズム
黒百人組運動の復活は、ペレストロイカの終了後に見られた。例えば、1992年に「パムヤチ」組織のメンバーであるアレクサンドル・シュチーリマルクが新聞「黒百人組」の出版を始めた。2003年以来、「正教警報」─黒百人組運動の主な出版物─ はシュチーリマルクを頭とした。黒百人組に関して、2005年に「ロシア人民同盟」が再作成され、新聞「正教ロシア」はコンスタンチン・キーンチェフによって、ミハイル・ナーザロフが率いるアリーサ「赤黒百人組」だけでなく、同様に多くの小さな組織のファンの中で、設立された。現代ロシアのファシズムの大部分は、20世紀始まりの黒百人組から直接自身を誇示しない場合でも、それは少なくとも運動のイデオロギー的な影響を否定するものではない。
ウラジミール・イリュシェンコによると、ロシアのファシズムは、イタリアのファシズムというよりも、はるかにドイツの国家社会主義に類似している。ロシアのネオナチズムは、ロシアのナショナリズムの極端な形態であり、民族的憎悪と不寛容を理由に犯罪を犯して、メディアの注目を受けている。